# Catenaccio
O catenaccio é uma tática de futebol conhecida mundialmente pelas suas características defensivas e pelo pragmatismo. Por isso, muitos especialistas defendem que o catenaccio não é bem um sistema tático, mas sim uma estratégia de jogo ultradefensiva que se caracteriza pelo excessivo recuo dos defesas e, até mesmo, dos atacantes para dentro da sua própria área. E esta estratégia volta-se a duas prerrogativas fundamentais: solidez defensiva e velocidade no contra-ataque.
Em italiano, catenaccio significa literalmente “porta trancada”.

## Origem
O catenaccio teve origem na década de 1930, utilizando-se as ideias do ferrolho suíço, "inventado" pelo austríaco Karl Rappan, treinador do Grasshoppers e mais tarde da Seleção Suíça. Contudo, foi na Itália que este sistema se “espalhou”. Quem levou este sistema ao "Calcio" foi o treinador neto de austríaco Nereo Rocco, então técnico da Triestina. A equipe foi a segunda colocada na Itália em 1948. O catenaccio chegou ao seu apogeu na Internazionale bicampeã europeia dos anos 1960, treinada pelo franco-argentino Helenio Herrera.
É considerado a evolução do sistema tático que havia sido inventado e logrado êxito com Vittorio Pozzo dirigindo a Seleção italiana bicampeã do mundo em 1934 e 1938.

## Sistema
O catenaccio, em sua origem, era uma forma de 4-3-3, sem o uso de laterais. Um dos jogadores da linha de quatro era um líbero fixo, que só defendia e posicionava-se atrás de uma linha de três defensores. Por sua vez, os outros três também só defendiam, mas sabiam que atrás deles havia um homem na sobra (o líbero). A frente deles, no meio-campo, havia uma outra linha de três com características bem defensivas. Segundo Franco Ferrari, instrutor da escola de treinadores da Uefa, o catenaccio variava o sistema de marcação entre marcação-individual e por zona. E a estratégia de jogo assim é descrita por Ferrari: "a equipa estacionava-se no próprio campo, sempre com superioridade numérica, de maneira compacta e sem oferecer espaços; no momento da reconquista da bola, avançava em profundidade no campo adversário, com lançamentos longos".
Muitos consideram o 4-3-3 do catenaccio como sendo um 1-3-3-3.

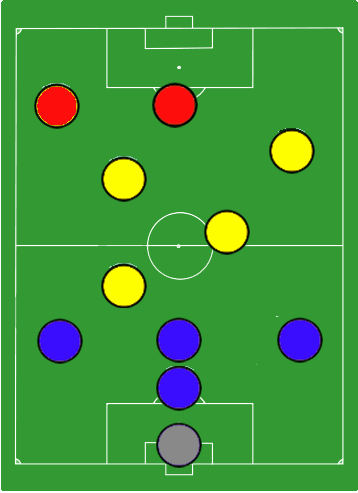
"Ferrolho" de Karl Rappan que deu origem ao catenaccio

O "catenaccio puro", célebre na Inter dos anos 1960, baseava-se em marcação individual feita por cinco ou mais jogadores. O contra-ataque era organizado pelo fantasista e pelos meias. A Juventus de duas décadas depois atualizou com a marcação por zona, e apenas o líbero se preocupava com o craque do rival. O ataque era semelhante.

## Morte docatenaccio?
A Champions League de 1972, apresentou ao mundo uma tática conhecida por futebol total. Na final, o Ajax bateu a Inter por 2 a 0, com a imprensa europeia em delírio, anunciando — talvez precocemente — a morte do catenaccio. Nos Países Baixos, um jornal publicou: "O sistema do Inter ficou em cacos. O futebol defensivo acabou!"
O futebol defensivo dos italianos, que se tornara a força dominante na Europa, acabava de encontrar uma força superior.
Porém, ainda hoje esta tática é utilizada. Como exemplos, temos:
- Seleção Grega, campeã da Eurocopa em 2004.[5]
- Seleção Suíça, na Copa de 2006, eliminada sem sofrer gols.[6]
- O Chelsea, campeão da Champions League na temporada 2011–12.[7]
- Corinthians, campeão da Libertadores e do Mundial em 2012, do Paulista em 2017, 2018 e 2019, e do Campeonato Brasileiro em 2017